# The Land Before Time III: The Time of Great Giving
The Land Before Time III: The Time of Great Giving (En busca del valle encantado 3: La fuente de la vida en España, y La tierra antes del tiempo III: El tiempo de la gran entrega en Hispanoamérica) es una película estadounidense de animación de 1995 dirigida por Roy Allen Smith y producida por Universal Studios, perteneciente a la franquicia En busca del valle encantado.

## Sinopsis
Un enorme meteorito ha caído en el Gran Valle, cortando el suministro de agua y creando tensión entre los dinosaurios que lo habitan. Queriendo ayudar, Piecito y compañía buscan más agua y encuentran un gran depósito atrapado entre el Gran Valle y el “misterioso más allá”, hogar de los temibles dienteagudos, cocodrilos, tortugas gigantes y pájaros gigantes. Esta tercera entrega de las aventuras del pequeño dinosaurio fue directamente a video, tanto en USA como en Europa.

## Reparto y doblaje
| Personaje                        | Voz en inglés   | Voz en español          | Voz en español                                   |
| -------------------------------- | --------------- | ----------------------- | ------------------------------------------------ |
| Piecito                          | Scott McAfee    | Chelo Molina            | Elsa Covián                                      |
| Cera                             | Candace Hutson  | Adelaida López          | Cristina Hernández                               |
| Patito                           | Heather Hogan   | Yolanda Pérez Segoviano | María Fernanda Morales                           |
| Petrie                           | Jeff Bennett    | Abraham Aguilar         | Arturo Mercado                                   |
| Abuela de Piecito                | Linda Gary      | Matilde Conesa          | Ángela Villanueva                                |
| Señor Trescuernos, padre de Cera | John Ingle      | Carlos Kaniowski        | Alejandro Illescas Alejandro Villeli (canciones) |
| Abuelo de Piecito                | Kenneth Mars    | José Ángel Juanes       | César Arias                                      |
| Madre de Patito y Púas           | Tress MacNeille | N/D                     | Teresa Ibarrola                                  |
| Madre de Petrie                  | Tress MacNeille | N/D                     | Rebeca Patiño                                    |
| Púas                             | Rob Paulsen     | N/D                     | N/D                                              |
| Hyp                              | Whitby Hertford | Pablo Sevilla           | Javier Rivero Ricardo Silva (canciones)          |
| Padre de Hyp                     | Nicholas Guest  | Carlos Ysbert           | César Soto                                       |
| Nud                              | Jeff Bennett    | Iván Jara               | Bardo Miranda                                    |
| Mutt                             | Scott Menville  | Manuel Osto             | Roberto Mendiola                                 |
| Iguanadon                        | Jeff Bennett    | N/D                     | Armando Réndiz                                   |
| Narrador                         | John Ingle      | N/D                     | Carlos Becerril                                  |

## Especies de dinosaurios que aparecen durante la película
- Apatosaurus
- Triceratops
- Stegosaurus
- Saurolophus
- Hypsilophodon
- Muttaburrasaurus
- Nodosaurus
- Deinonychus

## No Dinosaurios
- Pteranodon